# 茶
茶，是指利用茶樹的葉子所加工製成的飲料，也可以加入食物中調味，也可入中藥使用。現代的茶按製作工序主要分爲六大類，綠茶、白茶、黃茶、青茶、紅茶、黑茶。茶大多種植在梯田（為了灌溉方便）。

## 字詞
古文中原本沒有「茶」這漢字，是用「荼」字，指藥物，非日常生活用的。但晉朝及唐朝間，有人簡去一劃，便成了「茶」字。
「茶」在不同的中文方言发音有所不同，例如普通话中的chá，吴语中的zo和dzo，某些湘语方言中的za以及闽南話中的ta和te。有學者認為，在古代中国，茶的不同单词可能产生了不同的发音，例如tú（荼）可能引起了tê。然而，历史语音学家认为，普通話「cha」，閩南話「te」和吳語「dzo」都起源于相同的词根带有重构的发音「dra」。它通过多个世纪以来的声音变化而改变。有人提议，荼“tu”，茶“cha”和也指茶的古語，茗“ming”可能是从居住在中国西南地区的人的大洋洲语言中借来的。例如，「cha」可能源自古老的大洋洲词根“la”，意为“叶子”。
目前世界上主要有三種讀音：

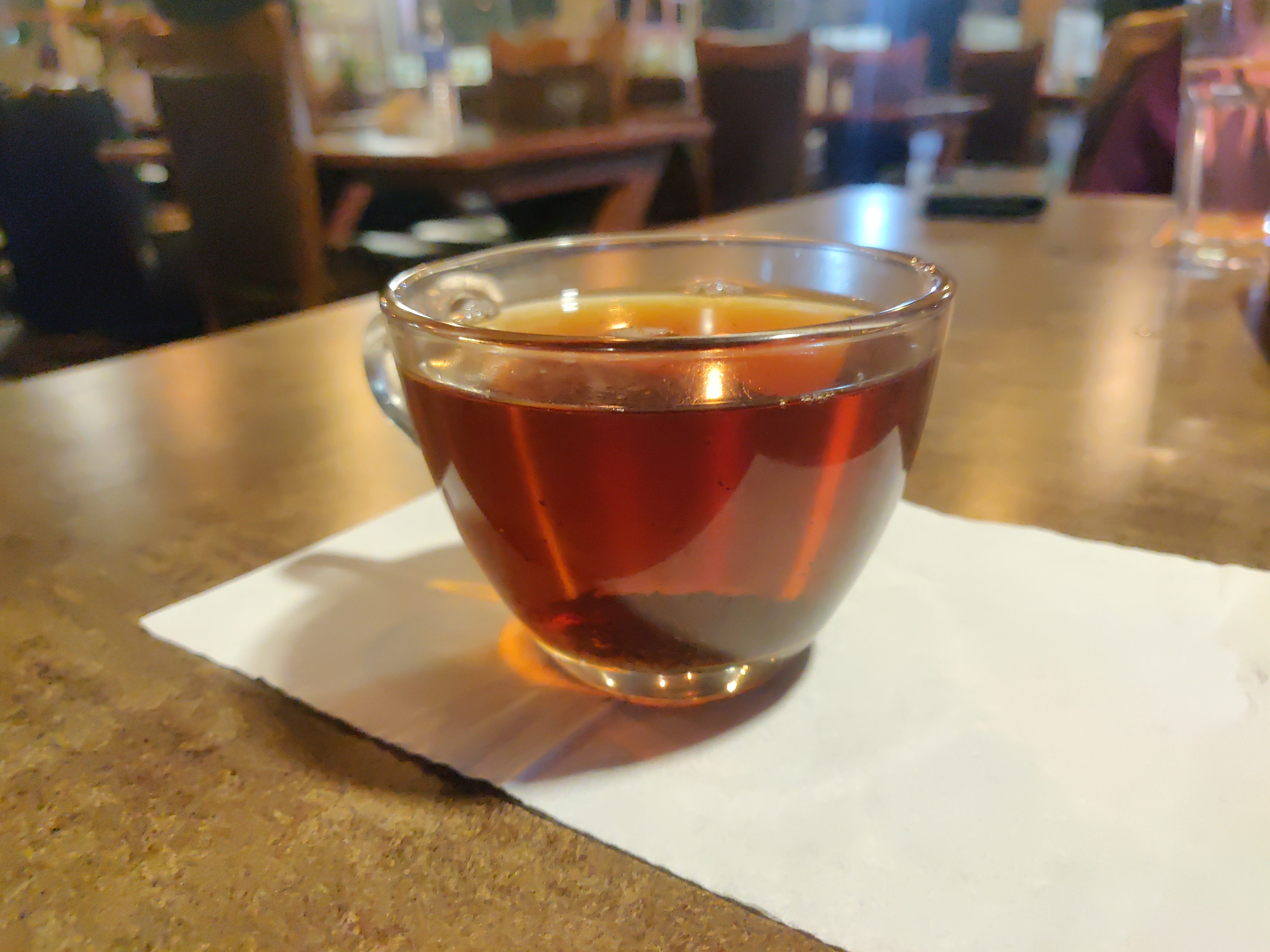
由於路途較遠，不能運送新鮮的綠茶，所以運往歐洲的都是發酵過的紅茶

- 第一種是广东话的「cha」。16世纪在澳门定居的葡萄牙商人。葡萄牙语采用粤语发音“cha”，并将其传播到印度[9]。但是，「cha」的韓語和日语发音不是源自广东话，而是在中国历史的早期从汉语中借来的。
- 第二種是闽南语的teh。从17世纪初期开始，荷兰通过荷兰东印度公司進行了欧洲早期的茶叶贸易[10]。荷兰人从闽南语中借来“茶”（“thee”）一词，荷兰人随后将此發音引入其他欧洲语言，包括英语「tea」、法语「thé」、西班牙语「té」和德语「tee」[11]。这种发音也是全世界最常见的形式[12]。
- 第三种，即越来越广泛的chai，源自chá的北方汉语发音，来自波斯语。讀音châ和chây都在波斯字典中收錄。它通过丝绸之路陆续传到中亚和波斯，它加入了波斯语的语法后缀「-yi」，然后传给俄语「”（chay）、阿拉伯语（shay）、乌尔都语（chay）、印地语（chāy）、土耳其語[13]。

## 茶的歷史

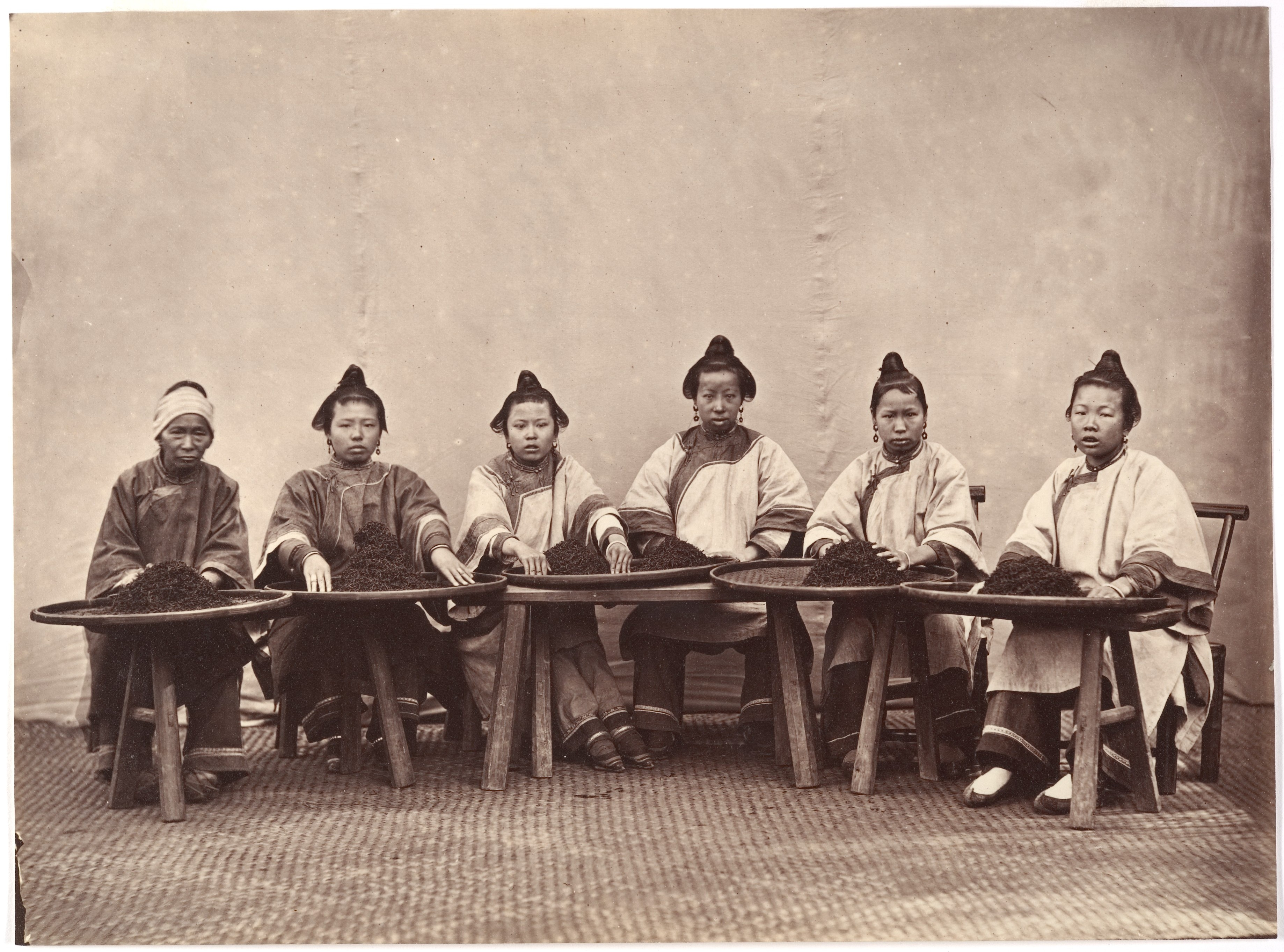
十九世纪的中国女性在捡茶

茶文化發源於中國，普遍認爲茶樹發源於印度東北部、緬甸北部和中國西南部，歷史上是中國南方，日本，東南亞北部，朝鮮半島南部等濕潤丘陵地區的主要經濟作物
九經中本無「茶」字，直到前三世紀才出現茶葉相關的記載。中国现代茶业专家吴觉农推断，战国末期茶从药用转变为饮用。據顧炎武日知錄卷十考，秦人取蜀後方將飲茶文化帶入中原，蜀人飲茶習慣無考；陸羽後「荼」字少一筆成「茶」。
汉代，更多人开始接受茶叶，巴蜀形成了专门交易茶叶的市场，但时人仍然像煮菜汤一样饮茶。“荼”一字最早的書面記載是西漢王褒的《僮約》，提到了“武都買荼”、“烹荼盡具”，歷代對於《僮約》中的“荼”是否就是唐代陸羽《茶經》的“茶”都有探討，如《詩經》谷風篇有“誰謂荼苦，其甘如薺” 和七月篇也有“九月叔苴，採荼薪樗，食我農夫”其中的“荼”是一種叫“苦荼”的野菜， 因此《僮約》中的“荼”的真正所指為何目前還未有定論。荼是茶一字的早期寫法，當時以「荼」表草藥或滋養品。漢陽陵中發現小葉種茶樹的嫩芽，但或許是作為蔬菜下飯。
至少從三國、兩晉南北朝起，中國已有喝茶的風氣。北朝宫廷备有茶叶招待南方来的降臣和使节，南朝则讲究烹茶用水和器具。杜育《荈赋》最早描述了茶的生长、采摘、器具、冲泡以及品饮；文人也开始将茶和俭约、朴素联系在一起，如《晋中兴书》云「所设唯茶果而已」。
唐代，茶開始在中國興盛。約在中唐時，“茶”字從中分立出來表示今義。中唐以后，伴随着禅宗和大运河的兴盛，饮茶在大江南北、长城内外蔚然成风，文人将品茶咏茶作为乐事，其中以陆羽《茶经》影响最大。茶也傳播到周邊地區，如9世纪初日本僧人空海将茶籽献给嵯峨天皇等。
宋代，社会各阶层无不饮茶，不仅贡茶茶饼制作精良，茶馆也四处开花。文人用诗词书画记录了各种茶事，如范仲淹《和章岷从事斗茶歌》、欧阳修《大明水记》、苏轼《啜茶帖》、米芾《满庭芳·咏茶》、陆游《雪后煎茶》等。唐宋惯称茶馆为茶肆、茶坊、茶楼等，宋代临安和汴梁的茶坊既是经济文化繁荣的结果，同时融入了百姓的世俗生活。
唐朝烹飪主要採用蒸煮的方式，陸羽創煎茶。宋朝又流行起點茶，飲茶分煎茶、點茶兩種。宋茶烹飪主採煎炒，但兩朝茶葉皆採蒸青。蒸青比炒青味苦，是故唐朝加調味料。宋茶分散茶、片茶兩種。散茶包括草茶和末茶。北宋草茶只蒸青、不研膏，末茶是將蒸過的草茶搗碎製成茶末。片茶是將末茶繼續加工，用蒸青碾膏工藝製成的磚茶（餅茶），以珍膏塗茶餅表面，使光滑如蠟，又稱臘茶或臘面茶。研膏（研磨茶葉成團）降低苦味，卻失了茶香。片茶以建茶為上品。
元朝散茶或採炒青。明代，朱元璋認為舊有貢茶工藝過於勞民，「廢蒸改炒」、「廢團改散」，兩百年後「揉而焙之」的炒青散茶成為主流。随着明初罢贡龙凤团茶，品茶也一改唐宋的繁琐而趋于简化，变为直接用沸水冲泡叶茶。由于茶叶不再碾沫冲点，宋代流行的茶臼、茶碾、茶磨、茶罗、茶筅及黑釉盏均废弃不用，茶壶和茶杯的组合代之而起，景德镇白瓷的青花、五彩、斗彩和明中期出现的紫砂茶具流行至今。
朝鮮自善德女王時與唐戰爭，帶入茶文化；興德王三年遣金大廉入唐得種子，並植於地理山（今智異山南面雙蹊寺一帶）。
日本或經遣唐使傳入，天平元年已有天皇賜茶禮俗，日本僧人最澄帶回天台山茶樹種子種植在京都比叡山。國風文化時期飲茶文化一度沒落，榮西推廣後才復興，但只蒸青、點茶，不研膏，發展成抹茶。日人又從明朝學习了沖泡飲茶，結合成今日煎茶。
通過茶馬古道的發展，茶傳入藏區，在11世紀時形成了跨越青藏高原的貿易路線。
清代，茶叶产量提高，名茶纷纷涌现，但仍沿袭明代的冲泡清饮。茶具方面，出现了用象征三才的盖碗、盏托（茶舟、茶船）、茶杯、茶盘、茶壶，也出现了粉彩、珐琅彩等新品种。
17世紀直至19世纪初，中国茶开始出口歐洲，隨後傳遍世界。布拉干薩的凱瑟琳嫁给英格兰国王查理二世，带动整个英国贵族社会的饮茶习惯。1838年，首批印度茶在伦敦市场打破了中国茶叶的垄断地位。此后，华茶的海外市场逐渐被印度茶、锡兰茶和日本茶蚕食。

## 不同的茶文化
各個民族和地區之間發展出了不同的茶文化，比如工夫茶、茶道、下午茶等等。現今茶樹在世界各國廣泛種植，目前的產茶大國有中國、印度、肯尼亚、斯里兰卡、土耳其、越南、日本等國。
據說早採的茶叫「荼/茶」，次摘的茶叫“槚”，第三次摘的叫“蔎”，晚摘的叫“茗”（茗是茶芽，《大觀茶論》中有「從事茗飲」），葉子已經老了的叫“荈”。又說蜀西南人稱茶為蔎。現今還在廣泛使用的是“茶”、“茗”二字。近年又有“茗茶”一謂，興起於臺灣。

## 种类

六大茶类製作過程

現代茶類可從「基本茶類」和「再加工茶類」兩個層次來探討。其中基本茶類是根據製作方法和茶多酚氧化程度的不同，分爲綠茶、白茶、黃茶、青茶、黑茶、紅茶六類。
基本茶類在國際上的茶葉分類標準是依照製造過程，比如用紅茶的做法制茶就會是紅茶；用綠茶的做法則成綠茶。也就是說我們熟知的阿薩姆紅茶的原茶葉，也可以製作成綠茶。每一種茶樹品種，都可以製造成六大茶類，只是適不適合或好不好喝的差別。
再加工茶類則是在基本類茶的基礎上再加工製成，根據再加工的方法可以分爲花茶、香料茶、萃取茶、緊壓茶、果味茶、含茶飲料等類別。

## 食用

### 茶湯

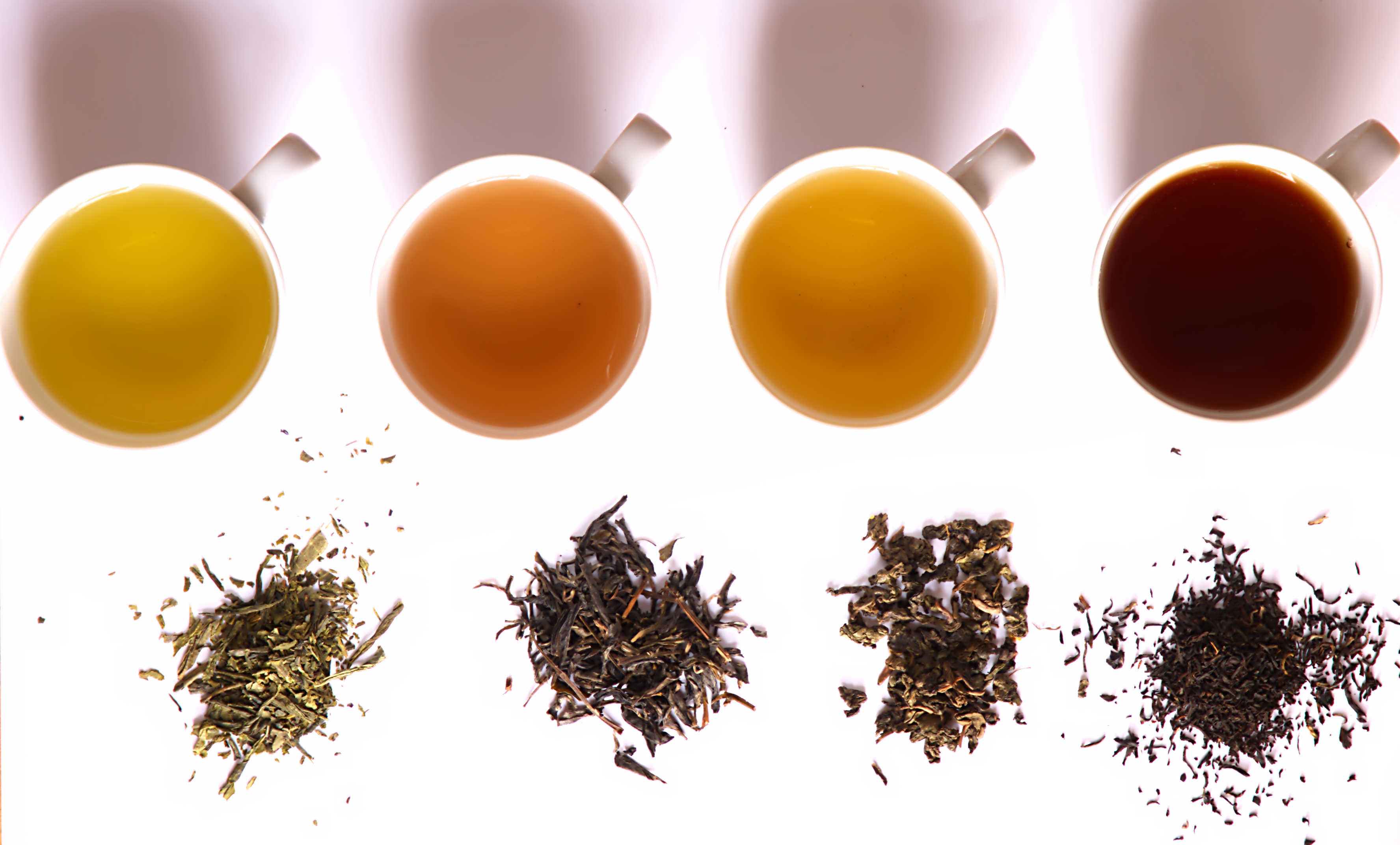
不同种类、不同等级的茶叶，浸出的茶汤的色泽不同。从左到右分别：日本番茶、中国黄茶和乌龙茶、印度阿萨姆红茶。

茶汤，又叫茶汁、茶水，是指茶葉加水後，茶叶中的可溶物质溶解于水中所形成的液體，即作為飲料的茶。泡茶的过程中，茶汤的颜色称作汤色、水色。茶叶的种类不同、制作程序、工艺不同，茶汤的颜色、香气、口感会有所区别；冲泡茶叶的水质、水温、水量和时间不同，茶汤品质亦有不同。
除了清飲或加調味料外，還有加入其他食材一起飲用的做法，例如加奶成為奶茶，加水果、堅果、蔬菜、花草等一起飲用。
常見茶葉屬性：涼性的茶——綠茶；中性的茶——烏龍茶、鐵觀音；溫性的茶——普洱茶；熱性的茶——紅茶。

### 茶食品
茶食品是用茶葉、茶水、茶粉为原料加工的风味独特的食品。
茶叶可以用于烹饪，比如用樟树叶和茶叶熏制的樟茶鸭，用龙井茶做的龙井虾仁，用茶做的粥，茶叶蛋等。日本有不少以綠茶製作的食品。此外，現在一些西式甜品如蛋糕、布丁、雪糕亦會加入茶的成分。

## 产地

世界生产茶的国家

2008年世界茶叶出口数量164万吨，首次超过160万吨。世界五大茶葉進口國為英國、俄羅斯、巴基斯坦、美國和埃及，進口量占世界總進口量的60%左右。英國是非產茶國家，但茶葉進口量位居世界首位，全國77%的人有飲茶習慣；美國是茶葉傳統消費大國，德國、法國消費呈增長趨勢；埃及、巴基斯坦茶葉消費增長快速；俄羅斯歷來是茶葉消費大國，95%的居民有飲茶習慣，消費以紅茶為主，2000年進口茶葉15萬噸，茶葉消費市場還有很大的發展空間。
五個茶葉主要生產國的茶葉產量佔世界總產量的80%左右。红茶贸易量占了世界茶叶贸易量的75%左右，市场主要集中在欧美、中东地区，中国出口的红茶仅占世界红茶贸易量的4%。印度、斯里蘭卡、肯尼亞是世界三大紅茶生產國和出口國。世界綠茶出口19萬噸，佔世界茶葉貿易量的14%。中國是世界第一大綠茶出口國，其次為越南、印尼等國；世界綠茶主要進口國有：摩洛哥、烏茲別克斯坦、日本、馬里、阿爾及利亞、塞內加爾等。中华人民共和国建国六十年来，中国茶叶出口总量从1万吨，上升到将近30万吨。
世界10大產茶國中，唯有肯尼亞的平均单位面积產量較好。另一個很小的產茶國玻利維亞其平均单位面积產量卻四倍於肯尼亞。
- 中國大陸：茶叶源于中国，生活在气候比较温暖的地方，在中国有19个省种植生产茶，如四川省的蒙顶山茶，浙江省龙井村西湖，福建的武夷山岩茶以及安溪縣铁观音，安徽省的六安瓜片、祁红以及黄山毛峰，河南省信阳市的毛尖，贵州省都匀市的毛尖、湖南省的君山银针、云南省的普洱茶和滇红等等。
- 台湾：新北市的坪林區、平溪區、南投縣的魚池鄉、國姓鄉、鹿谷鄉、竹山鎮、名間鄉、嘉義縣的阿里山鄉、花蓮縣的瑞穗鄉：為主要知名產茶地，以上諸地之產茶葉種類分別為：包種茶、東方美人茶、紅茶、香片、凍頂烏龍茶、高山茶（綠茶）和瑞穗舞鶴紅茶。
- 印度：西孟加拉邦大吉岭、阿萨姆
- 印度尼西亚：爪哇、苏门达腊
- 格鲁吉亚（前苏联）
- 日本
- 巴西
- 锡兰（斯里兰卡）
- 肯亞
- 孟加拉国
- 日泽（土耳其）

2004年聯合國粮農組織資料
| 排名 | 採收面積（公頃） | 採收面積（公頃） | 年產量（噸） | 年產量（噸） | 平均產量（噸/公頃） | 平均產量（噸/公頃） |
| ---- | ---------------- | ---------------- | ------------ | ------------ | ------------------- | ------------------- |
| 1    | 中國             | 943100           | 中國         | 861000       | 玻利維亞            | 8.47                |
| 2    | 印度             | 500000           | 印度         | 850500       | 辛巴威              | 3.67                |
| 3    | 斯里蘭卡         | 210600           | 斯里蘭卡     | 303000       | 喀麥隆              | 2.58                |
| 4    | 肯亞             | 140000           | 肯亞         | 295000       | 馬拉威              | 2.50                |
| 5    | 印尼             | 116200           | 印尼         | 173448       | 秘魯                | 2.21                |
| 6    | 越南             | 102000           | 土耳其       | 153800       | 毛里裘斯            | 2.11                |
| 7    | 土耳其           | 76640            | 越南         | 108422       | 肯亞                | 2.11                |
| 8    | 緬甸             | 72000            | 日本         | 95000        | 巴西                | 2.10                |
| 9    | 孟加拉           | 54000            | 阿根廷       | 64000        | 日本                | 2.02                |
| 10   | 日本             | 47000            | 孟加拉       | 55627        | 土耳其              | 2.01                |

## 茶的生物化学
已知茶叶中含有500多种化学成分，有机成分有四百五十多种，其中具有生理作用的有很多：

### 多酚类化合物
茶多酚，也称鞣质，茶叶中有含量很高的各类多酚类化合物，从茶叶中提取出的多酚类化合物粗产物被称为茶多酚，临床上可以用于肾病的治疗，包括肾小球肾炎、肾病综合征等，据研究，茶多酚具有抗氧化、清除自由基及抗血凝、促纤溶、防止血小板粘附和聚集的作用，同时还能够作用于体液免疫、细胞免疫及红细胞免疫机制，抑制自體免疫反应。另据研究茶多酚可能与细胞的遗传物质DNA具有亲合作用，从而干扰DNA的生物合成和核酸代谢，因此具有一定的抑菌作用，并可以防治龋齿。
茶中的苦涩味道即来源于这种物质。这类物质具收敛性，有解毒的作用，也是缓解便秘的主要物质。还具有较强的还原性，可清除生物体内的超氧自由基。此外，还有抗变态反应、抗炎、驱虫、降血压等作用。
茶多酚中最重要的成分是儿茶素（一种黄烷醇类物质）。

### 生物碱
生物碱是一类重要的生理活性物质，茶叶中含有含量较高的咖啡因、茶碱等具有中枢兴奋作用的生物碱类化合物，是提取咖啡因和茶碱的重要原料。因为茶叶中含有咖啡因等生物碱，空腹饮茶易使肠道吸收咖啡碱过多，从而会使某些人产生亢进的症状，如心慌、头昏、手脚无力、心神恍惚等。不常喝茶的人，尤其是清晨空腹喝茶，更容易出现上述症状。

### 萜类挥发油
茶本身具有独特的清香，这种清香来自茶叶中所含有的萜类挥发油成分。这些香气成分，已知有协调情绪的作用。挥发油成分的保存与茶叶的加工工序有着密切的关系，据研究这种香气成分在乌龙茶和红茶中的含量要比绿茶多，分析认为这是由于萜类挥发油在新鲜茶叶内是以糖苷的形式存在，不易挥发，乌龙茶和红茶在加工过程中工序较多，使糖苷键在一定程度上水解释放出游离的萜类物质所至。

### 黄酮类化合物

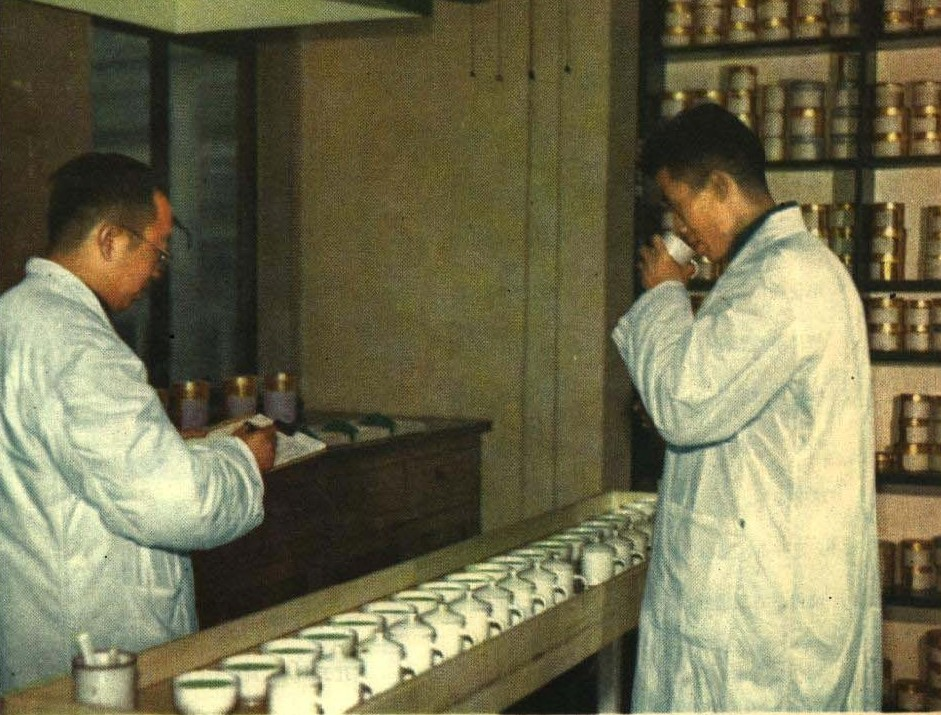
1962年，茶叶鉴定

黄酮类化合物是广泛存在于各类植物中的一大类化学物质，现在普遍认为，黄酮类化合物具有多种生理活性，对治疗和预防心血管疾病具有相当的功效。研究发现红茶与绿茶的黄酮类物质含量接近；茶汤中的槲皮素、山萘醇等黄酮类化合物的含量高于果汁、酒类。通过对红茶和绿茶中黄酮类化合物成分分析的研究，人们发现在绿茶和红茶中黄酮的含量较少，而同属于黄酮类化合物的异黄酮、黄烷酮和黄酮醇等比较高。而比较红茶和绿茶，发现黄酮在红茶中种类较多，据分析这可能是由于在红茶的加工过程中一些黄酮类物质发生了变化。

### 氨基酸
茶中含有的氨基酸主要是茶氨酸。茶氨酸是谷氨酸γ-乙基酰胺，有甜味。茶氨酸含量因茶的品种、部位而变动。即使同是绿茶，在香茶、焙烤茶中含量少，在玉露炒茶中含量多。

### 维生素
茶叶中所含的维生素包括水溶性的B族维生素和维生素C以及脂溶性的维生素A、维生素D、维生素E、维生素K。其中维生素B、维生素C、维生素E在茶中含量相对较高。一般而言，绿茶中维生素含量多，乌龙茶和红茶中含量少。研究人员还在茶叶中发现14种类胡萝卜素，并知道β-胡萝卜素对形成红茶的风味有很大影响。
有趣的是，茶中所含的维生素类物质甚至还曾对世界历史产生了影响。欧洲人长途航海时，感到最大的困难是海员经常因为缺乏维生素C而患坏血病死亡，因为长途航海无法补充新鲜的水果和蔬菜，但明朝时郑和率领如此庞大的船队长途航行，却没有记载有一个船员因为患坏血病死亡，西方人研究的结果认为就是因为中国船员经常喝茶。因此茶也解决了欧洲人长途航海的困难，对地理大发现起到了关键的作用。

## 注
1. ↑  茶一說茶樹起源於貴州、雲南、四川一帶；一說起源於四川。另有“二元說”，稱茶樹分中國種和印度種，起源於不同地區.詳見“茶樹”

## 延伸阅读
[在维基数据编辑]
 《欽定古今圖書集成·經濟彙編·食貨典·茶部》，出自陈梦雷《古今圖書集成》
- 鄭培凱：〈茶與中國文化 （页面存档备份，存于）〉。